# トヨタ・TF110
トヨタ・TF110は、トヨタが2010年のF1世界選手権参戦用に開発したフォーミュラ1カー。トヨタが2009年限りでF1から撤退したため、実戦投入されることはなかった。

## 概要

### 構造
空力面からの要請により極限まで高く持ち上げたノーズと、「スーパートリックディフューザー」と呼ばれる顕著な設計のマルチディフューザー、車高調整システムの搭載が特徴である。フロントノーズはTF109よりも30mm高く持ち上げられ、ギヤボックスのリヤサスペンション取り付け位置も同程度持ち上げられている。燃料タンクの容量拡大に対応するためと、TF109が高速コーナーでアンダーステアの傾向を示していたことから、ホイールベースは延長されている。
TF110に搭載されていると報じられた車高調整システムは（全く同じ仕組みのものかは不明なものの）、圧倒的速さを誇るレッドブル・レーシングのRB6に搭載されているとされ、マクラーレンから抗議が出された上で同機構開発を宣言、それを受け国際自動車連盟（FIA）が禁止徹底を通達している。

### 経緯
2009年11月4日にトヨタがF1撤退を発表。以後、開発拠点であるTMGの規模縮小が進められたが、レース出場の可能性を模索しながら開発が継続された。2010年からの新規参戦希望を表明したステファンGPへ人員やマシン・エンジンを譲渡する契約を結んだが、FIAがステファンGPのエントリーを認めず、提携契約も終了した。
F1撤退後のTMG内部公開の際にも風洞にモデルが入れられたままで完全公開はされていなかったが、2010年5月5日にTMG内でマスコミに公開され、中嶋一貴のドライブでデモ走行も行われた。マシンは2台が製作され、1台はカーボン地のまま、もう1台はステファンGPの要望により赤に塗装された。
その後もTF110が時代遅れにならないように開発は続行された。新たに、ヒスパニア・レーシング・F1チーム (HRT) と技術提携し、TMG施設でTF110をベースに開発を行い、2011年のF1世界選手権に出走する可能性も浮上した。しかし、2010年11月15日の会見にて「TMGはHRTとの全ての協力関係を打ち切り、今後再開されることはない」と発表された。HRTが契約上定められた債務の支払い義務を果たさなかったことが理由としている。
他チームへのTF110の提供に関して、高橋敬三（トヨタ自動車・モータースポーツ部主査）は「（HRTとは）いろんな内容があったんですけれども、ご破算になってしまいましたので（同様なことを他のところでやるということは）ないと思います。もう1年クルマが経ちましたから」と語り、その意志がないことを明かした。この時点でTF110（をベースとしたマシン）が実戦投入される可能性は事実上消滅した。

## スペック

### シャーシ
- シャーシ名 TF110

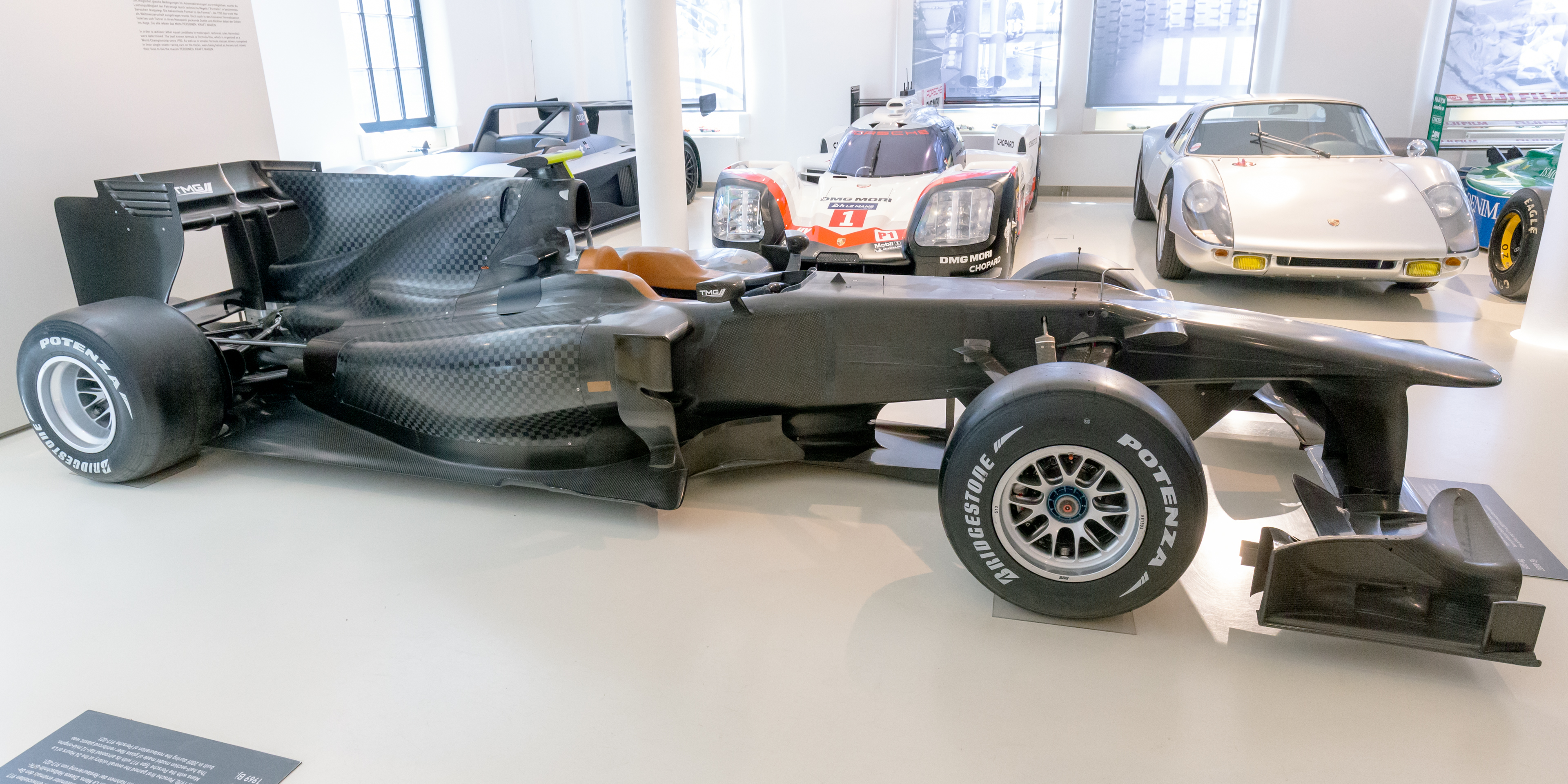
サイドビュー

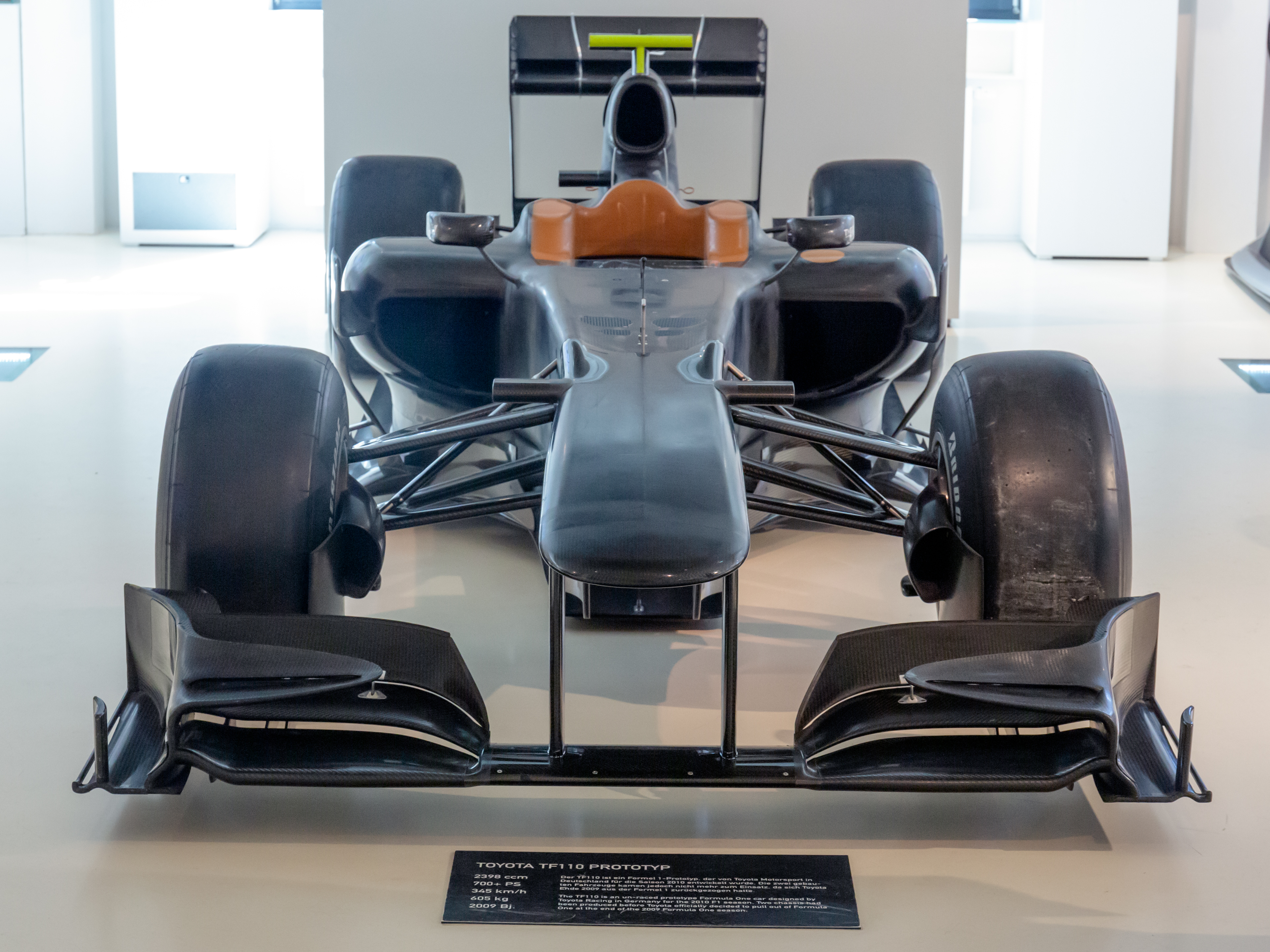
フロントビュー

- シャーシ構造 カーボンファイバー/ハニカムコンポジット複合構造モノコック
- ホイールベース 3300mm
- ブレーキキャリパー ブレンボ
- サスペンション 前後ダブルウィッシュボーン
- ダンパー オーリンズ
- ホイール BBS
- タイヤ ブリヂストン
- ギアボックス 7速＋リバース1速セミオートマチック/チタン製ケーシング
- シートベルト タカタ
- 燃料タンク ATL安全タンク（容量：約230L[8]）

### エンジン
- エンジン名 トヨタRVX-10[9]
- 気筒数・角度 V型8気筒・90度